# Катастрофа Ил-14 в Сангаре
Катастрофа Ил-14 в Сангаре — авиационная катастрофа, произошедшая во вторник вечером 31 октября 1961 года. Пассажирский самолёт Ил-14, принадлежащий Якутскому авиаотряду (Аэрофлот) выполнял грузовой рейс по маршруту Якутск—Сангар, но при плохой видимости экипаж ошибочно принял село Смородичный за посёлок городского типа Сангар и начал снижение, после чего врезался в склон горы Ваатала Хайата в 2 километрах от села Смородичный, на высоте 160 метров. Погибли все находившиеся на его борту 5 членов экипажа.

## Самолёт
Ил-14М (регистрационный номер СССР-61712, заводской 4340503, серийный 05-03) был выпущен 25 апреля 1955 на Заводе № 84, как Ил-14П и получил бортовой номер СССР-Л5059. В том же году совершил свой первый полёт и был передан передан 139-му Якутскому авиаотряду Территориального управления Гражданского воздушного флота. В марте 1957 года был переделан в Ил-14М. На день катастрофы налетал 7954 часа.

## Экипаж
Экипаж рейса по маршруту Якутск-Сангар был таким:
- КВС — Алексей Васильевич Неклюдов
- Второй пилот — Юрий Дмитриевич Березинский
- Бортмеханик — Петр Васильевич Брызгалов
- Бортрадист — Александр Васильевич Филатов
- Заместитель командира Якутской отдельной авиационной группы (ЯОАГ) по лётной службе — Алексей Васильевич Неклюдов

## Хронология событий
Борт СССР-61712 31 октября 1961 года должен был выполнить рейс по маршруту Якутск—Сангар. На борту самолёта, кроме остальных 4 членов экипажа, находился заместитель командира Якутской отдельной авиационной группы (ЯОАГ) по лётной службе А.В. Неклюдов, а также 3100 килограммов яблок. Прогноз погоды по маршруту с 18:00 до 21:00 был такой: облачность 0—3 балла. Слоисто-кучевая, высотой 1000—1500 метров. Видимость более 10 километров. Прогноз погоды в аэропорту Сангара: ясно, дымка. Видимость 4—10 км. Самолёт вылетел из аэропорта Якутска в 17:55. За 10 минут до вылета из Якутска инженер-синоптик ранее указанного аэропорта получила встречный прогноз аэропорта Сангара. Он был немного хуже того, который был ранее. Но инженер-синоптик Якутска никого с данным прогнозом никого не ознакомила. Также экипаж не знал, что в Сангаре была отключена электроэнергия. Как выяснилось после того, как самолёт вышел на связь с командно-диспетчерском пунктом (КДП) аэропорта Сангара. Спустя некоторое время самолёт занял эшелон на высоте 1500 метров визуально. В 18:35 экипаж установил радиосвязь с КДП аэропорта Сангар и запросил условия посадки. В это время в Сангаре отключилась электричество. Диспетчер КДП Сангара разрешил снижение до 900 метров визуально, а потом передал фактическую погоду, она была практически такая же, как встречная (которую передали инженеру-синоптику Якутска, но она никому об этом не рассказала). После разрешении дальнейшего снижения до 600 метров на запрос диспетчера о погоде экипаж доложил, что видимость больше 10 километров. Экипаж доложил: «600 метров визуально, поселок вижу, разрешите дальнейшее снижение». Диспетчер разрешил снижение. Экипаж доложил: «Нахожусь над поселком, аэродром вижу, разрешите сделать контрольный круг». Это диспетчер тоже разрешил. Экипаж доложил «видимость хорошая, пролёт привода, прохожу над вами». По заявлению диспетчера, которое не подтверждается другими свидетелями, он видел пролёт самолёта над аэропортом. Докладов о выполнении первого и второго разворотов от экипажа не было. Экипаж доложил о выполнении третьего разворота. После него он доложил, что увидел полосу и попросил выпустить, так называемые, ракеты. В аэропорту выпустили две белые, и ошибочно одну красную ракеты. Данная информация была передана на борт самолёта, и экипаж её подтвердил. После этого радиосвязи с экипажем не было. Самолёт нашли полностью разрушенным в 8 километрах юго-западнее аэропорта, на склоне горы Ваатала Хайата. Погибли все находившиеся на борту — 5 членов экипажа. Он находился на высоте 160 метров. На высоте примерно 5—7 метров самолёт столкнулся с верхушками деревьев. При этом он немного снижался по курсу 310—320 градусов. Из-за этого часть правой плоскости крыла, длина которой была 4 метра, была оторвана. После этого самолёт перевернулся вправо, врезался в землю и продолжил движение. По пути он вреза́лся и в другие деревья. Так от первого касания с верхушками деревьев самолёт прошёл расстояние, равное 200 метрам. После остановки самолёт загорелся. Заход на посадку в аэропорту Сангара предусматривался по огням населённого пункта Сангар. Видимость в момент катастрофы была 3-4 километра.

## Расследование
По предварительным данным причиной катастрофы являются ошибки экипажа, допущенные ими при заходе на посадку ночью по земным ориентирам в условиях ограниченной видимости при наличии дымки без контроля радиолокационными средствами. Экипаж ошибочно принял освещенный поселок Смородичный, расположенный юго-восточнее поселка Сангар, у подножия горы Ваатала Хайата, за посёлок Сангар, который не был освещен из-за отключения электроэнергии. В результате экипаж затянул начало третьего разворота и затем произвёл четвёртый разворот в районе населённого пункта Смородичный, а четвёртый разворот должен проходить над Сангаром. После четвёртого разворота экипаж продолжал полет со снижением в сторону горы Ваатала Хайата до столкновения с её склоном в двух километрах от села Смородичный.

### Комментарии
1. ↑  Здесь и далее указано якутское время (UTC+9)